# ستيفن تورنبول
ستيفن تورنبول (بالإنجليزية: Stephen Turnbull)‏ (7 يناير 1987 في المملكة المتحدة - ) هو لاعب كرة قدم بريطاني في مركز الوسط. لعب مع نادي بوري ونادي روتشديل ونادي هارتلبول يونايتد ونادي هاروجيت تاون ونادي بليث سبارتانز ونادي غيتزهد وShildon A.F.C. ‏.

## وصلات خارجية
- ستيفن تورنبول على موقع قاعدة بيانات كرة القدم.إي يو (الإنجليزية)
- ستيفن تورنبول على موقع Soccerbase.com (لاعب) (الإنجليزية)